# Hrastov kozliček
Hrastov kozliček ali strigoš (znanstveno ime Cerambyx cerdo) je v Sloveniji zavarovana vrsta hrošča iz družine kozličkov.

## Opis
Odrasel hrastov kozliček zraste v dolžino do 7 cm. Ima temno rjavo do črno telo in značilen bradavičast vratni ščit. Roji poleti, po oploditvi pa samica jajčeca odloži v poškodovano skorjo hrastovih dreves, običajno na robu gozda. Izležena ličinka se prvo leto prehranjuje v beljavi, nato pa še dve leti v črnjavi drevesa. Kot ličinka preživi štiri leta, nato pa se zabubi in kot buba preživi še eno leto, nato pa se iz bube razvije odrasel hrošč.

## Galerija
- samec
- samica

- Samica od spredaj